# Parque de Béisbol La Junta

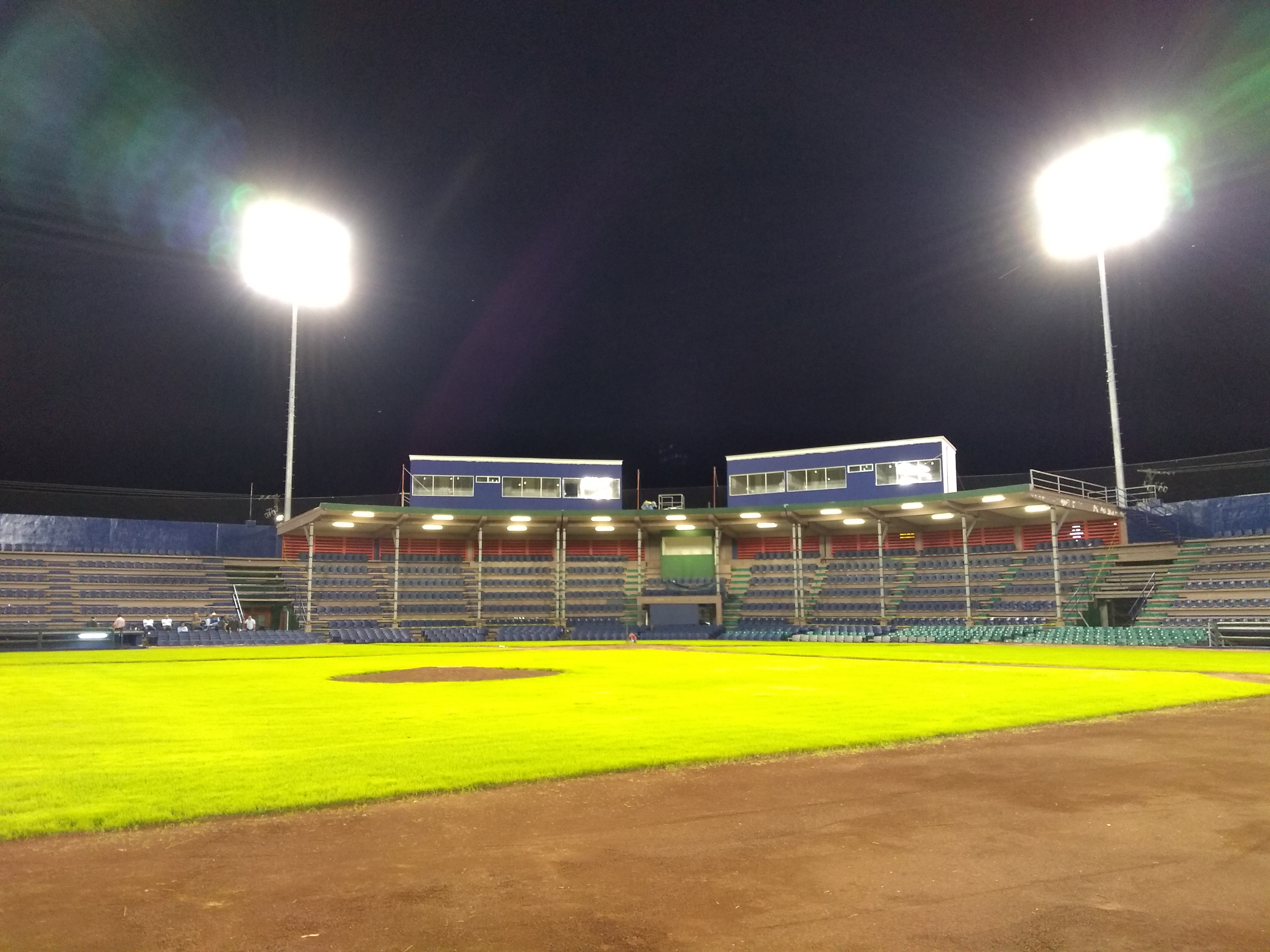
Parque La Junta de Nuevo Laredo

El Parque de Béisbol La Junta es un estadio de béisbol que está localizado en la ciudad de Nuevo Laredo, Tamaulipas, México. Fue inaugurado el 3 de octubre de 1957, y actualmente cuenta con capacidad para 5,000 espectadores tras su remodelación en 2019.
El estadio fue construido por la Junta Federal de Mejoras Materiales, por eso llevó ese nombre al igual que el primer equipo que tuvo la ciudad de Nuevo Laredo. Fue casa de los equipos de La Junta de Nuevo Laredo de la temporada de 1940 a 1946, de los Tecolotes de Nuevo Laredo de 1949 a 1984 y de los Tecolotes de los Dos Laredos  de 1985 a 2003.
Para el año 2019, la franquicia regresaría al inmueble bajo el nombre de Tecolotes de Dos Laredos, esto tras su retorno a la competencia un año antes en la temporada 2018. A partir de ese momento, el equipo disputa sus partidos como local tanto en este recinto como en el Uni-Trade Stadium de Laredo, Texas.
El estadio albergó la quinta edición del juego de estrellas de la Liga Mexicana de Béisbol en 1945 en un partido donde la Zona Sur se impuso a la Zona Norte 6 carreras a 5 en un juego de extrainnings.